# Забрани (Арад)
Забрани (рум. Zăbrani) насеље је у Румунији у округу Арад у општини Забрани. Oпштина се налази на надморској висини од 157 m.

## Историја
Аустријски царски ревизор Ерлер је 1774. године констатовао да место "Гутенбрун" припада Сентмиклошком округу, Липовског дистрикта. Ту је поштанска станица, римокатоличка црква а становништво је претежно немачко. Село "Савран" (Забраниул) које је 1774. године било самостално немачко насеље са римокатоличком црквом је касније спојено са селом Забрани Године 1846. то местo (Гутенбрун)- малобројни православци, је православна парохијска филијала Кесинца. У њему је пописано 146 православаца и 38 брачних парова.

## Становништво
Према подацима из 2002. године у насељу је живело 4472 становника.

### Попис2002.
| Расподела становништва по националности 2002.‍ | Расподела становништва по националности 2002.‍ | Расподела становништва по националности 2002.‍ | Расподела становништва по националности 2002.‍ | Расподела становништва по националности 2002.‍ |
| --------------------------------------------- | --------------------------------------------- | --------------------------------------------- | --------------------------------------------- | --------------------------------------------- |
|                                               |                                               |                                               |                                               |                                               |
| Румуни                                        | Румуни                                        |                                               | 4.273                                         | 95,7%                                         |
| Мађари                                        | Мађари                                        |                                               | 75                                            | 1,7%                                          |
| Украјинци                                     | Украјинци                                     |                                               | 59                                            | 1,3%                                          |
| Немци                                         | Немци                                         |                                               | 52                                            | 1,2%                                          |
| Словаци                                       | Словаци                                       |                                               | 6                                             | 0,1%                                          |

### Хронологија
| Година       | 1992 | 1993 | 1994 | 1995 | 1996 | 1997 | 1998 | 1999 | 2000 | 2001 | 2002 | 2003 | 2004 | 2005 | 2006 | 2007 | 2008 | 2009 | 2010 | 2011 | 2012 | 2013 | 2014 | 2015 | 2016 | 2017 |
| ------------ | ---- | ---- | ---- | ---- | ---- | ---- | ---- | ---- | ---- | ---- | ---- | ---- | ---- | ---- | ---- | ---- | ---- | ---- | ---- | ---- | ---- | ---- | ---- | ---- | ---- | ---- |
| Становништво | 4155 | 4182 | 4288 | 4266 | 4318 | 4333 | 4342 | 4360 | 4397 | 4423 | 4453 | 4480 | 4518 | 4562 | 4581 | 4606 | 4641 | 4663 | 4671 | 4686 | 4700 | 4689 | 4675 | 4619 | 4581 | 4570 |